# Zohra Ben Lakhdar
Zohra Ben Lakhdar-Akrout (geb. 12. März 1943 in Salambô) ist eine tunesische Physikerin, die insbesondere auf dem Gebiet der Atom- und Molekülspektroskopie arbeitet. Sie ist Professorin für Physik an der Universität Tunis El Manar und Leiterin des dortigen Labors für Atom-Molekül-Spektroskopie und Anwendungen.

## Leben
Zohra Ben Lakhdars schulische Laufbahn begann in den 1950er-Jahren in den Städten Mahdia und Jemmal, in einer Zeit, als Mädchenbildung kaum üblich war. Nach der Unabhängigkeit Tunesiens im Jahr 1956 zog ihre Familie nach Tunis, wo sie trotz gesellschaftlicher Widerstände ihre Ausbildung fortsetzen konnte.
Nach ihrem Abitur in Mathematik am Sadiki College in Tunis im Jahr 1963 studierte sie Physik an der Fakultät für Wissenschaften der damals neu gegründeten Universität Tunis. Aufgrund herausragender Leistungen erhielt sie 1967 ein Stipendium zur Fortsetzung ihres Studiums in Frankreich.
An der Universität Pierre und Marie Curie (Paris VI) absolvierte sie 1968 ihr Diplom d’études approfondies und wurde 1978 in Atom- und Molekülspektroskopie promoviert. Obgleich ihr und ihrem Mann, ebenfalls Physiker, nach Abschluss der Promotion attraktive Angebote aus Frankreich vorlagen, kehrten sie zum Aufbau dortiger Grundlagen für wissenschaftliche Forschung nach Tunesien zurück.
Seit 1978 ist sie Professorin für Physik an der Universität Tunis El Manar.

## Wirken
Ben Lakhdars Forschung konzentriert sich auf Atom- und Molekülspektroskopie sowie deren Anwendung in der Umweltanalytik, etwa bei der Messung von Luft- und Wasserverunreinigungen durch laserbasierte Techniken wie Tunable Diode Laser Absorption Spectroscopy (TDLAS), Laser Induced Breakdown Spectroscopy (LIBS) und Laser Induced Fluorescence (LIF).
Sie baute an der Universität Tunis El Manar ein international anerkanntes Forschungslabor auf, das heute über moderne Ausstattung wie Diodenlaser (seit 1995) und gepulste Nanosekundenlaser (seit 2003) verfügt. Trotz begrenzter finanzieller Mittel erreichte ihr Labor Weltniveau und ermöglicht zahlreichen tunesischen Forschern die Teilnahme an internationaler Wissenschaft.
Darüber hinaus setzt sie sich für die Förderung von Frauen in den Naturwissenschaften ein. Sie war Gründungsmitglied der Tunesischen Optischen Gesellschaft und ist in mehreren internationalen Wissenschaftsorganisationen wie der Islamic Academy of Sciences und dem Abdus Salam International Centre for Theoretical Physics (ICTP) aktiv.
Ihre Arbeit wurde mehrfach ausgezeichnet, darunter mit dem L’Oréal-UNESCO-Preis für Frauen in der Wissenschaft im Jahr 2005 und dem Ordre national du Mérite (Klasse: Chevalier) im Jahr 2008.
Ben Lakhdar entwickelte zudem Bildungsprojekte wie Active Learning in Optics and Photonics (ALOP) für Entwicklungsländer und leitete das CESAME-Projekt für Wissenschaftserziehung in Afrika.